# Zhongyuansaurus
Zhongyuansaurus (il cui nome significa "lucertola di Zhongyuan") è un genere estinto dinosauro ankylosauride erbivoro appartenente agli anchilosauri, vissuto all'inizio del Cretaceo superiore (circa 98 milioni di anni fa); i suoi resti fossili sono stati ritrovati in Cina, nella regione di Henan. Il genere comprende due specie, la specie tipo Z. luoyangensis, nominata nel 2007, e Z. junchangi, nominata nel 2025, entrambe note per un singolo scheletro parziale. Zhongyuansaurus è simile a Gobisaurus, il che ha spinto alcuni ricercatori a considerare i due generi come sinonimi.

## Descrizione

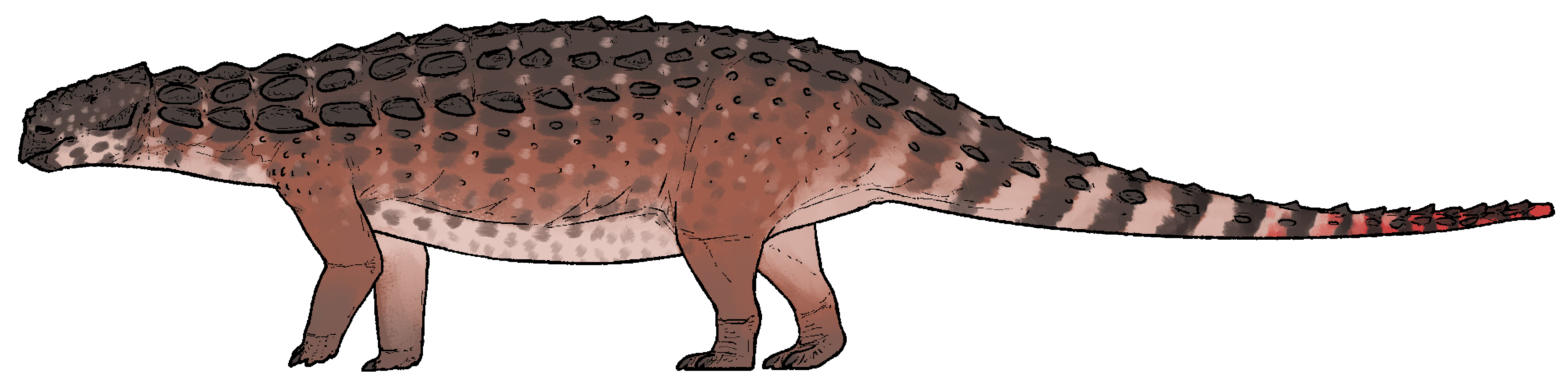
Ricostruzione artistica di Z. junchangi

I resti di questo dinosauro includono un cranio, una zampa anteriore e parte del bacino. Benché incompleti, i fossili hanno permesso di ricostruire parzialmente l'animale, che era dotato di un cranio basso e relativamente largo, coperto da una corazza ossea. Rispetto ad altri anchilosauri, Zhongyuansaurus possedeva un ischio insolitamente dritto e una particolare zona d'inserzione per i muscoli della zampa anteriore. 

## Classificazione
Descritto per la prima volta nel 2007, questo anchilosauro è stato dapprima considerato un possibile rappresentante dei nodosauridi, un gruppo di dinosauri corazzati dotati di lunghe spine ai fianchi. Successivamente uno studio del 2008 ha ipotizzato, sulla base delle caratteristiche craniche, l'appartenenza di Zhongyuanosaurus agli shamosaurini, un gruppo di anchilosauridi primitivi probabilmente sprovvisti di mazza caudale. Anche secondo altri studiosi (Thompson et al., 2011) Zhongyuansaurus era sprovvisto di mazza caudale e rappresenterebbe una delle forme più basali di anchilosauridi.